# Редько Віталій Олександрович
Віта́лій Олекса́ндрович Редько́ (* 1949) — український диригент, заслужений діяч мистецтв України (1993).

## Життєпис
Народився 1949 року у місті Київ. 1969 року закінчив Київське музичне училище по баяну, клас Івана Журомського, по диригуванню — Ю. І. Тарнопольського, 1973-го — Астраханську консерваторію по баяну й народно-оркестровому диригуванню. 1983 року закінчує Київську консерваторію по оперно-симфонічному диригуванню, клас Р. І. Крофмана.
Працює в Київській музичній академії, 2002 — викладач, від 2009 — в. о. доцента диригування.
З 1994 по 2001 рік керував Національним заслуженим академічним ансамблем танцю України ім. П. Вірського.